# Chrysops niger
Chrysops niger är en tvåvingeart som beskrevs av Macquart 1838. Chrysops niger ingår i släktet Chrysops och familjen bromsar. Inga underarter finns listade i Catalogue of Life.